# Малоселецьке
Малоселе́цьке —  село в Україні, у Оржицькій селищній громаді Лубенського району Полтавської області. Населення становить 257 осіб. До 2020 орган місцевого самоврядування — Селецька сільська рада.

## Географія
Село Малоселецьке знаходиться на правому березі річки Сула в місці впадання в неї річки Іржавець, нижче за течією примикає село Великоселецьке, на протилежному березі - село Матвіївка. Річка в цьому місці звивиста, утворює лимани, стариці та заболочені озера.

## Історія
Час заснування сіл Великоселецьке і Малоселецьке слід вважати поч. XVII ст., а саме 1641 р. За однією з версій поранений козак Роман Селек оселився на болоті в лісі Романчик, що знаходиться між теперішніми селами Онішки та Великоселецьке. Згодом Роман старшого сина Василя поселив поруч з курганом Залізна Баба, і те поселення почало називатися Селецька-Великоселецьке. Меншого сина — біля Сули, і пішла назва Малоселецьке. 1644 р. — споруджено першу церкву на селецькій землі. До середини XVIII ст. Село входило до Лукімської сотні Лубенського полку. 1781 р. — Великоселецьке — у складі Київського намісництва.Великоселецьке.
12 червня 2020 року, відповідно до розпорядження Кабінету Міністрів України № 721-р «Про визначення адміністративних центрів та затвердження територій територіальних громад Полтавської області», село увійшло до складу Оржицької селищної громади.
19 липня 2020 року, в результаті адміністративно - територіальної реформи та ліквідації  Оржицького району, село увійшло до складу новоутвореного Полтавського району.